# Ширяев, Владимир Леонидович
Ширяев Владимир Леонидович (род. 3 июня 1931, Красноперекопский район, Ярославль — 19 августа 2007, Ярославль) — репортёр, обозреватель, ответственный секретарь ежедневной газеты «Северный край» (до 1991 — «Северный рабочий») с 1967 по 2005 год.

## Биография
Владимир Ширяев родился в Красноперекопском районе города Ярославль. После завершения обучения в школе он поступил в Ярославский государственный педагогический университет им. К. Д. Ушинского. И уже в 1952 году в одной областной молодежной газете «Сталинская смена» появилась его первая заметка: в редакцию Ширяев пришел поработать на лето сразу после третьего курса ЯГПИ. Начиная с 1 июля 1954 года он был принят в газету литсотрудником.
С тех самых пор от журналистской деятельности ему приходилось отвлекаться лишь дважды. В ноябре 1954-го Владимира Ширяева призвали на службу в Советскую армию. Через два года он вернулся в родную газету, которая к тому пероду времени стала называться «Юностью». Десять лет он работал в «Юности» корреспондентом, заведующим отделом, ответственным секретарем. Потом была вторая отлучка — на два года в Ленинград, на учебу в высшую партшколу.
После окончания ВПШ в 1967 году Владимира Леонидовича пригласили в областную ежедневную газету «Северный рабочий». Здесь он работал собственным корреспондентом, заместителем ответственного секретаря, а затем — более двадцати лет — ответственным секретарем.
С 1991 года Владимир Ширяев почти полтора десятилетия вёл в «Северном крае» правовую тематику. Его острые, четкие, высококвалифицированные материалы о работе милиции и прокуратуры, о различных криминальных происшествиях, разборках, а также репортажи из залов суда пользовались постоянным вниманием читателей. На сегодняшний день по его публикациям в «Северном крае» можно восстановить полную хронологию «лихих девяностых», когда множество бандитских группировок контролировало значительную часть зарождавшегося бизнеса, а криминальные события случались с шокирующей регулярностью.
Стоит отметить также и то, что Владимир Ширяев одним из первых ярославских журналистов начал писать о жертвах сталинских репрессий. Многие его статьи и очерки были впоследствии включены в тома «Не предать забвению», посвящённые жертвам репрессий, связанных судьбами с Ярославской областью.
Среди его увлечений были и фотографии, он постоянно писал о природе, об интересных людях, о дальних уголках Ярославской земли, о коллегах-журналистах.

## Труды
- Подрывник с острова Нарген (10 октября 2002)
- Лев проснулся? (30 августа 2003)
- Жестокое и беспощадное (7 августа 2004)
- Конец банды четырёх (10 ноября 2004)
- Седьмая жалоба (22 января 2005)
- Рассказы из отцовской тетради (2 апреля 2005)
- А если это ошибка? (26 мая 2005)
- Два покушения на Лощенкова (14 января 2006)
- Дети атамана Семёнова (25 марта 2006)
- Он вывел на орбиту «Сатану» (3 июня 2006)
- Это был «человек без лица» (8 июля 2006)
- Как погиб маршал Неделин (18 января 2007)